# Théâtre gallo-romain de Brion
Le théâtre gallo-romain de Brion est un théâtre antique du Ier siècle situé sur la commune de Saint-Germain-d'Esteuil au cœur du Médoc, dans le département français de la Gironde en région Nouvelle-Aquitaine.
Construit au sud-ouest d'une agglomération antique sous le Haut Empire romain et abandonné deux siècles plus tard, ce théâtre de dimensions modestes (diamètre de 57 m) est inscrit au titre des monuments historiques depuis 1984.

## Localisation

PLan du site archéologique.

Le site archéologique de Brion (agglomération secondaire antique disposant d'un sanctuaire) est implanté sur une légère surélévation de terrain en partie boisée (altitude variant entre 4  et   7,80 m à l'époque contemporaine), à l'ouest du hameau de Brion sur la commune de Saint-Germain-d'Esteuil. Cette plaque de calcaire (fin de l'Éocène) de 18 ha constitue, à l'époque antique, une sorte de plateforme surélevée dans le marais de Reysson en voie d'assèchement, à un peu plus de 6 km à l'ouest de l'estuaire de la Gironde avec lequel n'existent déjà plus de communications régulières par voie d'eau.
Le théâtre occupe la partie sud-ouest du site, la partie nord-est semblant plutôt dévolue aux habitations et aux bâtiments à l'affection non définie, ainsi qu'au fanum.
C'est le seul théâtre gallo-romain connu dans le bassin aquitain au sud de la Garonne.

## Historique

### Construction pendant l'Antiquité, reconversion et abandon au Moyen Âge
Le théâtre est probablement construit au Ier siècle, comme l'ensemble des bâtiments du site de Brion, sans plus de précision possible. L'étude des monnaies antiques retrouvées montre que, à l'exception du temple où des monnaies continuent d'être déposées au moins jusqu'au milieu du IVe siècle, partout ailleurs, théâtre compris, les dépôts cessent au milieu du IIIe siècle. Après son abandon, le théâtre est transformé en carrière de pierre et ses maçonneries récupérées.
Au XIVe siècle, et alors que le site ne semble pas avoir été occupé depuis l'abandon du théâtre, les vestiges de ce dernier sont réinvestis pour la construction d'une maison forte qui a une existence très brève. Aucune monnaie médiévale retrouvée à Brion n'est antérieure à 1340, ce qui laisse supposer une construction de la maison forte vers la fin de la première moitié du XIVe siècle ; le plus grand nombre d'entre elles est daté des années 1350-1360 et aucune n'est postérieure à 1361-1362, ce qui fixe l'abandon du site, pour des raisons encore inconnues, aux alentours de cette date. Des céramiques de la seconde moitié du XIVe ou du début du XVe siècle confirment cette datation. Cette période d'occupation est sans doute le fait d'Arnaud de Bourg, qui s'y retire entre son excommunication en 1340 et sa réhabilitation un peu plus tard.

### Redécouverte à l'époque contemporaine

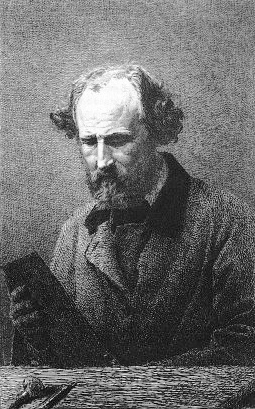
Léo Drouyn (autoportrait).

En 1784, l'abbé Jacques Baurein fait mention du site archéologique de Brion dans ses Variétés bordeloises en parlant de « l'île de Brion » et des « restes sensibles d’un ancien château-fort [et] d’anciennes bâtisses construites à peu près dans le même goût [qui] paraissent former dans ce lieu comme une espèce de petite ville (elle semble bien être d’origine romaine) ». En 1853, Léo Drouyn est le premier à décrire le site de façon détaillée dans La Guienne militaire : histoire et description des villes fortifiées, forteresses et châteaux, construits dans la Gironde pendant la domination anglaise — il associe toutefois dans un même ensemble théâtre antique et maison forte médiévale — et en déduit qu'il s'agit de la cité de Noviomagus Medulorum dans le territoire des Bituriges Vivisques, mentionnée par Ptolémée dans sa Géographie (II, 7, 7). Un peu plus tard en 1890, Camille Jullian confirme cette hypothèse ajoutant qu'il s'agissait des « ruines les plus importantes du Médoc »,.
Le site tombe ensuite dans l'oubli et la végétation le recouvre. En 1966, Jean Chevrier, son propriétaire, engage des travaux de nettoyage avec le concours de Charles Galy-Aché ; les vestiges d'un théâtre gallo-romain du Haut Empire sont alors identifiés. D'autre sondages sont effectués à Brion dans les années 1980 mais ils concernent les parties centrale et septentrionale du site et n'intéressent pas le théâtre. Il en est de même pour une prospection géophysique menée en 2011, l'environnement du théâtre étant trop boisé pour qu'elle puisse le concerner.
Le théâtre est inscrit comme monument historique depuis 1984.

## Description

### Le théâtre antique

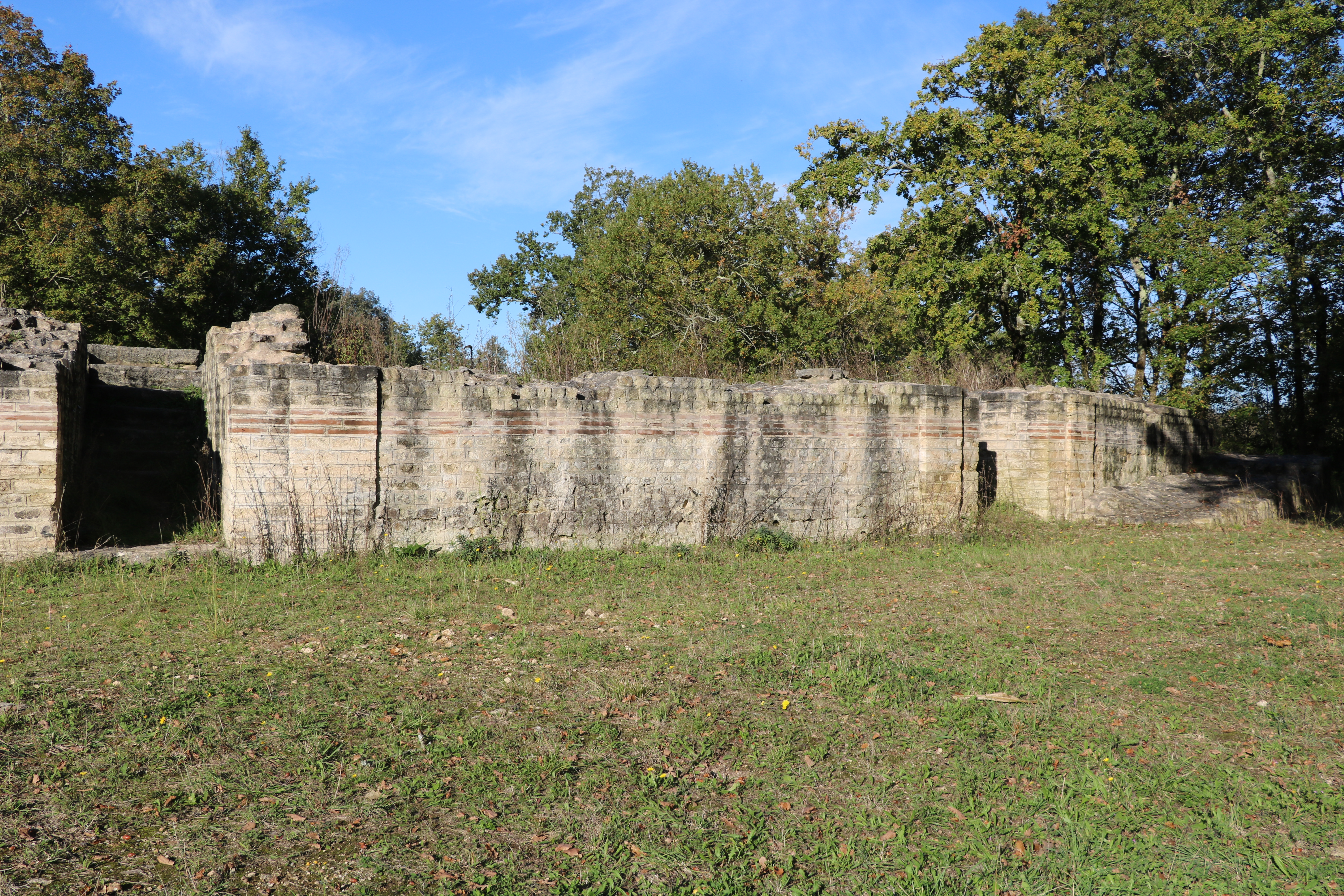
Vomitoire avec escalier.

Implanté sur un terrain plat, le théâtre a été entièrement construit en maçonnerie régulière de petit appareil calcaire, jointoyé au fer avec alternance d'assises de briques (opus mixtum). Les parements des murs, soignés là où ils sont apparents, plus frustes s'ils ne sont pas visibles, enserrent un noyau de blocage.
Une restitution du monument peut être proposée à l'issue des relevés réalisés en 1988.

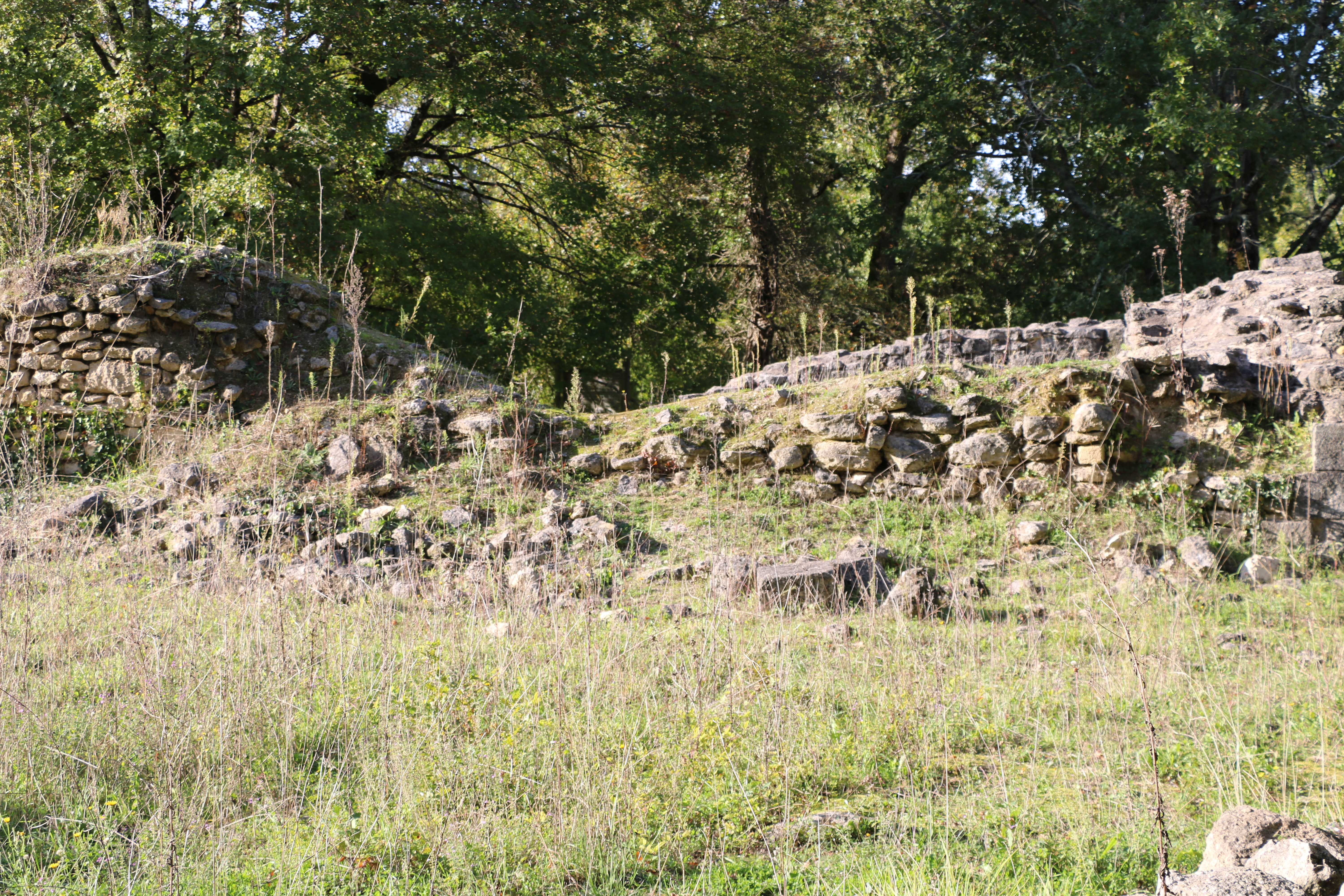
Vestiges du théâtre.

La cavea (hémicycle) est formée de quatre anneaux concentriques reliés par des caissons rayonnants sur lesquels sont posés les gradins (peut-être seize rangs). Les caissons sont voûtés ou peut-être plus simplement remblayés, mais la conservation des vestiges ne permettant pas de le définir. L'accès à ces gradins se fait par neuf vomitoires dont l'entrée large de 1,45 m est encadrée par deux pilastres latéraux ; les deux vomitoires extrêmes ne sont pas identifiés mais leur présence est qualifiée de certaine. Les vomitoires aboutissent à mi-hauteur de la cavea. Les caissons rayonnants sont limités, en direction de l'orchestra, par une galerie voûtée probablement dépourvue d'accès dont le rôle semble être de soutenir des gradins ainsi que les remblais la séparant de l'orchestra.
- Théâtre
- Maison forte

Plan restitué (2000).

L'orchestra, au centre de la cavea, est une aire semi-circulaire d'un diamètre de 23,40 m dont le sol est formé par l'affleurement calcaire simplement nivelé. En limite de l'orchestra, trois ou quatre rangs de gradins peuvent accueillir des notables.
Le mur de scène dont la longueur est égale au diamètre de la cavea supporte en son milieu une scène ou une estrade de petites dimensions empiétant sur l'orchestra. Les gradins réservés aux notables et l'orchestra sont desservis par deux couloirs longeant le mur de scène. En arrière de ce dernier se trouvent deux structures de même largeur que le théâtre mais dont il n'est pas possible de déterminer la fonction car elles sont très mal conservées. Des maçonneries plaquées contre les extrémités de la cavea pourraient signaler un remaniement — peut-être la construction d'escaliers extérieurs permettant d'accéder au sommet du théâtre — et un élargissement du mur de scène.
Ces différents éléments permettent de restituer un monument de 57 m de diamètre, d'environ 8 m de haut au niveau de son mur périphérique et d'une capacité estimée à 2 200 places. Le théâtre de Brion associe, à son échelle, les caractéristiques d'un théâtre romain « classique » généralement construit dans les grandes villes (plan régulier, couloirs latéraux) à celles d'un édifice mixte souvent rencontré dans les agglomérations secondaires (scène de petites dimension),.

### La maison forte médiévale

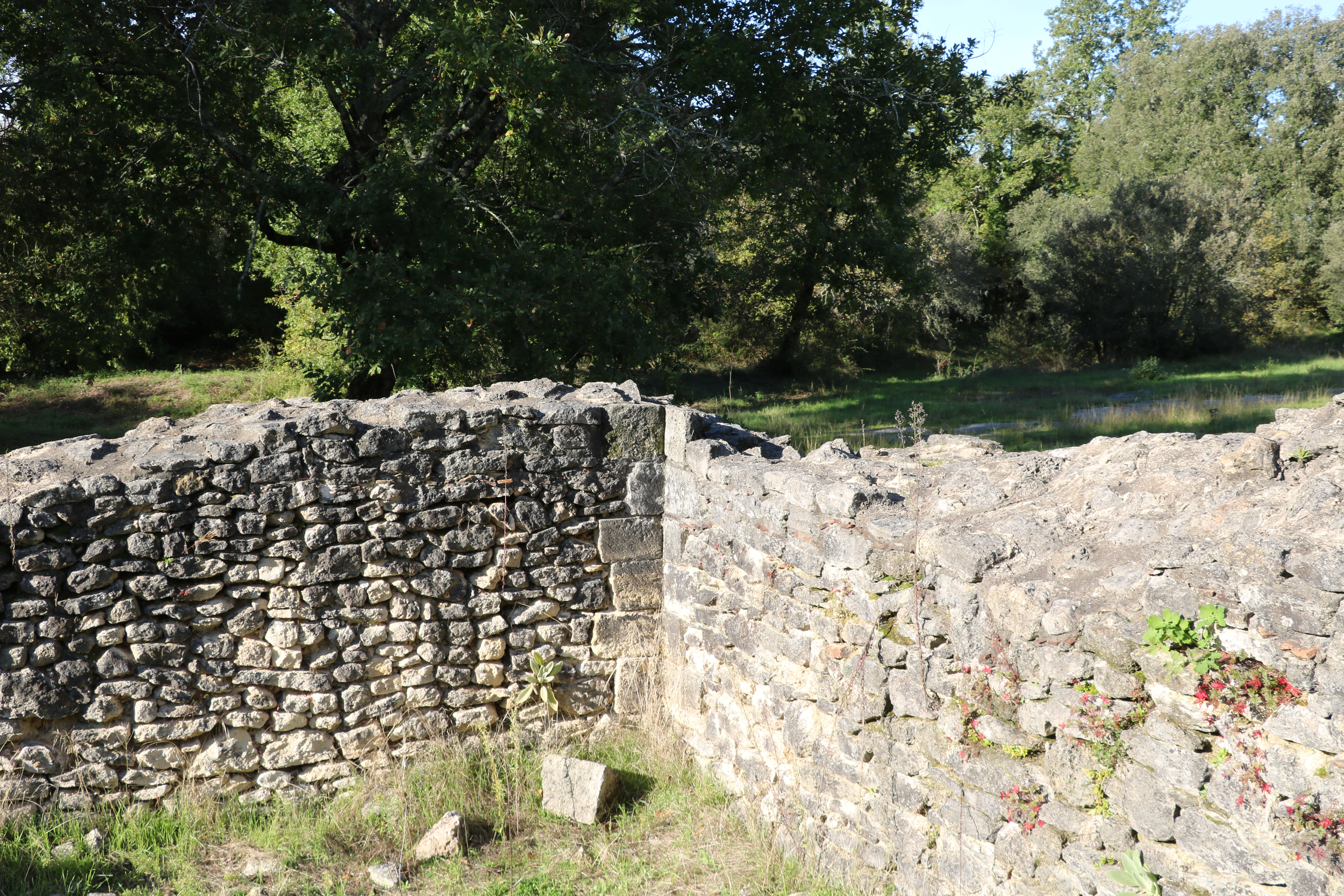
Tour de la maison forte.

Dans l'emprise du théâtre, les restes d'une maison forte correspondent à une réoccupation médiévale sur les vestiges antiques qui servent localement de soubassement.
L'ensemble, qui réutilise certaines structures en place du théâtre mais aussi ses moellons en remploi, comprend une tour, un corps de logis, une basse-cour et une enceinte. Placée au centre, au niveau des structures annexes du théâtre, la tour est un bâtiment carré de 10 mètres de côté. Elle est aujourd'hui conservée sur une hauteur de 2  à   3 mètres. De forme rectangulaire et indépendant de la tour, le corps de logis est installé dans l'ancienne orchestra et se compose de quatre pièces. L'extrémité nord du promontoire semble avoir constitué la basse-cour. Une enceinte associe des structures antiques et un système de talus et fossés médiévaux.